# Clinohelea pachydactyla
Clinohelea pachydactyla är en tvåvingeart som beskrevs av Jean-Jacques Kieffer 1918. Clinohelea pachydactyla ingår i släktet Clinohelea och familjen svidknott. Inga underarter finns listade i Catalogue of Life.